# Andreas Qvist
Anders (Andreas) Johan Vilhelm Qvist, född 25 juli 1776 i Stockholm, död 17 juni 1807 i Köpenhamn, var en svensk kornett, teckningslärare och konstbrodör.
Han var son till bergmästaren och ritläraren Bengt Qvist och Eva Benedicta Bredenberg. Qvist var ursprungligen militär och blev korpral vid Nylands dragonregemente 1783 sergeant 1785 samt kornett 1786. Han tog avsked 1801 och flyttade till Köpenhamn där han försörjde sig som teckningslärare och konstbrodör. Han medverkade i danska akademiens utställningar på Charlottenborg i Köpenhamn.